# Cornelius Warmerdam
Cornelius Anthony „Dutch” Warmerdam (ur. 22 czerwca 1915 w Long Beach, w Kalifornii, zm. 13 listopada 2001 we Fresno, w Kalifornii) – amerykański lekkoatleta specjalizujący się w skoku o tyczce.
Pochodził z rodziny holenderskich imigrantów, stąd jego przydomek „Dutch”. Był najlepszym tyczkarzem na świecie w 1. połowie lat 40. XX wieku, a także najlepszym zawodnikiem epoki tyczki bambusowej. Wielokrotnie bił rekordy świata na otwartym stadionie (od wyniku 4,57 do 4,77 m) oraz w hali (od 4,42 do 4,79 m). Rekordy Warmerdama zostały poprawione dopiero przy użyciu metalowej tyczki: na stadionie w 1957 (Bob Gutowski – 4,78 m), a w hali w 1959 (Don Bragg – 4,81 m). W 1942 otrzymał nagrodę im. Jamesa E. Sullivana dla najlepszego amatorskiego sportowca Stanów Zjednoczonych.
Warmerdam zdobył mistrzostwo Stanów Zjednoczonych (AAU) na otwartym stadionie w 1938 i 1940–1944 oraz w hali w 1939 i 1943. Nie mógł wystartować w igrzyskach olimpijskich, ponieważ w 1940 i 1944 nie odbyły się, a w 1948 był już zawodowym trenerem. Pracował jako trener we Fresno State University. Zmarł w 2001 na chorobę Alzheimera.

## Rekordy świata na otwartym stadionie
- 4,57 m (13 kwietnia 1940 w Berkeley)
- 4,60 m (29 czerwca 1940 we Fresno)
- 4,64 m (12 kwietnia 1941 w Stanford)
- 4,68 m (6 czerwca 1941 w Compton)
- 4,72 m (6 czerwca 1941 w Compton)
- 4,74 m (2 maja 1942 w Berkeley)
- 4,77 m (23 maja 1942 Modesto)

## Rekordy świata w hali
- 4,42 m (11 lutego 1939 w Bostonie)
- 4,485 m (7 lutego 1942 w Nowym Jorku)
- 4,58 m (7 lutego 1942 w Nowym Jorki)
- 4,62 m (14 lutego 1942 w Bostonie)
- 4,755 m (14 lutego 1942 w Bostonie)
- 4,79 m (20 marca 1943 w Chicago)

## Najlepsze wyniki w roku
| Rok       | 1929 | 1930 | 1931 | 1932 | 1934 | 1935 | 1936 | 1937 | 1938 | 1939 | 1940    | 1941    | 1942    | 1943     | 1952 |
| --------- | ---- | ---- | ---- | ---- | ---- | ---- | ---- | ---- | ---- | ---- | ------- | ------- | ------- | -------- | ---- |
| Wynik [m] | 2,74 | 3,05 | 3,32 | 3,73 | 3,96 | 4,19 | 4,26 | 4,46 | 4,46 | 4,37 | 4,60 RŚ | 4,72 RŚ | 4,77 RŚ | 4,79 HRŚ | 4,37 |